# أليسون ميلر
أليسون ميلر (بالإيطالية: Allison Miller)‏ مواليد 2 سبتمبر 1985 في روما، هي ممثلة أمريكية بدأت مسيرتها الفنية عام 2006.

## وصلات خارجية
- أليسون ميلر على موقع IMDb (الإنجليزية)
- أليسون ميلر على موقع ألو سيني (الفرنسية)
- أليسون ميلر على موقع أول موفي (الإنجليزية)
- أليسون ميلر على موقع قاعدة بيانات الأفلام السويدية (السويدية)
- أليسون ميلر على موقع قاعدة بيانات الفيلم (الإنجليزية)
- أليسون ميلر على موقع كينوبويسك (الروسية)